# Dane Rudhyar
Dane Rudhyar, geboren als Daniel Chennevière (* 23. März 1895 in Paris; † 13. September 1985 in San Francisco), war ein US-amerikanischer, zeitgenössischer Komponist, Maler, Filmschauspieler und Astrologe französischer Herkunft. Er war der Begründer der Humanistischen Astrologie (und gilt damit als Begründer der Psychologischen Astrologie) sowie ein Pionier der modernen Transpersonalen Astrologie.

## Leben
Dane Rudhyar wurde 1895 als Daniel Chennevière in Paris geboren. Im Alter von 12 Jahren machten ihn eine schwere Krankheit und ein chirurgischer Eingriff funktionsunfähig und er wandte sich der Musik sowie der geistigen Entwicklung zu, um seine körperlichen Behinderungen zu kompensieren. Er studierte an der Sorbonne, Universität von Paris (immatrikuliert im Alter von 16 Jahren) und am Pariser Konservatorium. Seine frühen Projekte zur Philosophie und seine Verbindungen zur Pariser Künstlergesellschaft führten ihn zur Überzeugung, dass jede Existenz im Charakter zyklisch ist. Als Jugendlicher beeinflusst von Friedrich Nietzsche, hatte Rudhyar von sich selbst die Vision, ein Keim legender Mensch der New-Age-Kulturbewegung zu sein.
Wegen seiner Krankheit wurde Rudhyar im Ersten Weltkrieg nicht als Soldat eingezogen. Im November 1916 brachte Rudhyars Musik den Künstler nach New York City. wo seine Arrangements für Orchester und Originalkompositionen am 4. April 1917 aufgeführt wurden im Rahmen einer Métachorie-Aufführung der Metropolitan Opera. Das waren einige der ersten polytonalen Musikwerke, die in den USA aufgeführt wurden. Er traf in New York auch Sasaki Roshi, eine der frühen japanischen Zen-Lehrer in den USA, der ihn bei den Studien der Östlichen Philosophie und des Okkultismus führte. Während der Jahre 1917 und 1919, in denen er teilweise in New York City, Kanada und in Philadelphia lebte, adoptierte er den Namen Rudhyar, ein Kognat einiger Sanskrit Wörter inklusive des Gottesnamens Rudra. Sein Interesse wurde weiter stimuliert mithilfe seiner Verbindung zur Theosophie, die begann, als er 1920 einen Auftrag erhielt, für die Produktion der Gesellschaftshauptquartiere in Los Angeles Musik zu komponieren. In den folgenden Jahren spielte er auch kleine Nebenrollen in Hollywoodfilmen. 1926 erhielt Rudhyar die US-amerikanische Staatsbürgerschaft. Er blieb in Kalifornien (oft nach New York pendelnd) während der 1920er Jahre und heiratete 1930 Marla Contento, die Sekretärin des unabhängigen Theosophen Will Levington Comfort. Comfort machte Rudhyar mit dem US-amerikanischen Schriftsteller Marc Edmund Jones bekannt, der ihn wiederum in die Astrologie einführte. Rudhyar erhielt von Jones Unterricht in Astrologie.
Rudhyar befasste sich mit der Astrologie während einer Zeit, in der er auch die psychologischen Schriften Carl Gustav Jungs studierte, und er begann daran zu denken, die Astrologie mit der Jungschen Psychologie zu verbinden. Rudhyar zitiert auch Jan Smuts Buch Holism and Evolution als Einfluss. Die Verbindung von Astrologie und Tiefenpsychologie bezwang einige grundsätzliche Probleme, z. B. den deterministischen Ansatz der Astrologie und das Problem, einen allgemein anerkannten Vermittler der astrologischen Effekte zu ernennen. Rudhyar vertrat die These, dass die Sterne diese Effekte im Leben der Menschen nicht verursachen, sondern Bilder sind, synchronozitär auf Menschen ausgerichtet. Sie zeigten die einzelnen, psychologischen Stärken, die im Individuum wirksam sind, betonten aber die menschliche Freiheit. Zunächst beschrieb er seine neue Interpretation als Harmonische Astrologie, doch als seine Ideen reiften, gab er ihr den Namen Psychologische Astrologie, das Thema seines monumentalen Werkes The Astrology of Personality, veröffentlicht im Jahre 1936. Eine Freundin, die Theosophin Alice A. Bailey (die den Begriff New Age erfand), bestärkte die Entwicklung seiner Gedanken und veröffentlichte sein Buch in ihrem Verlag Lucis Publishing. Seine anfänglichen Schriften waren reguläre Artikel in Paul Clancy’s Magazin American Astrology und Grant Lewis Horoscope Magazine.
1945 heiratete Rudhyar die Tänzerin Ija Feschin. Ija war Tochter des russischen Malers Nikolai Iwanowitsch Feschin, den Rudhyar auch kennenlernte. In diesem Zeitraum fing er an, größere Gemälde zu malen. Rudhyar und Ija wurden im Jahre 1953 getrennt.
Rudhyar hat die Psychologische Astrologie maßgeblich geprägt und dabei den Menschen („humanistisch“) radikal in den Mittelpunkt gestellt. Aus diesem Grund bezeichnete er seine Psychologische Astrologie – in Anlehnung an Abraham Maslows Humanistische Psychologie – ab 1963 als «Humanistische Astrologie». Während der nächsten zwei Jahrzehnte schrieb Rudhyar weiter über Astrologie und hielt Vorträge. Dabei lehrte er eine am realen Geschehen und auf die Persönlichkeit orientierte Astrologie. In astrologischen Kreisen inzwischen verehrt, blieb er bis in die 1970er Jahre hinein dennoch weitgehend unbekannt. Mit der Entstehung der New-Age-Bewegung entdeckten ihn nun auch bedeutende Verlagshäuser und veröffentlichten seine Schriften: unter den ersten war The Practise of Astrology, veröffentlicht im Jahre 1970 vom Verlag Penguin Books.
Im Jahr 1969 gründete Rudhyar das International Committee of Humanistic Astrology, eine kleine professionelle Gesellschaft zur Entwicklung seiner Perspektive. In Anlehnung an die Transpersonale Psychologie entwickelte er ab 1975 eine neue astrologische Richtung, die Transpersonale Astrologie, deren Idee er zwar seit 1930 mit sich trug, nun jedoch erstmals in seinem Werk From Humanistic to Transpersonal Astrology ausformulierte. Hierbei ging es ihm darum, den Menschen in Kontakt mit den spirituellen Kräften zu bringen, jedoch nicht – entsprechend einer weit verbreiteten Denkweise – dadurch, dass sich der Mensch erhöhen sollte, sondern die spirituellen Kräfte sollten zum Menschen niedersteigen (der Mensch durfte somit er selbst bleiben). Er begann die New-Age-Bewegung zu reflektieren und schrieb einige seiner eher komplexeren Werke zum Planetenbewusstsein und zur New-Age-Philosophie. Dane Rudhyar lebte ab 1976 aus gesundheitlichen Gründen in Palo Alto. Er starb 1985 in San Francisco.

## Wirkung
Wulfing von Rohr sagte einmal „Mit Dane Rudhyar erleben wir die Astrologie als Ausdruck eines Ordnungsbewusstseins, mit dem Ziel der Transformation vom Chaos zum Kosmos, von kollektiv zwanghafter menschlicher Natur zur individuellen schöpferischen Persönlichkeit.“
Rudhyar hat die Psychologische Astrologie maßgeblich geprägt und dabei den Menschen („humanistisch“) radikal in den Mittelpunkt gestellt. Aus diesem Grund bezeichnete er seine Astrologie – in Anlehnung an Abraham Maslows Humanistische Psychologie – ab 1963 als Humanistische Astrologie. In Anlehnung an die Transpersonale Psychologie entwickelte er daraus ab 1975 eine neue astrologische Richtung, die Transpersonale Astrologie. Rudhyar machte auch die Sabischen Symbole der Gradastrologie bekannt, die sich besonders gut für eine intuitive Herangehensweise an ein Horoskop eignen. Er erläuterte die Symbole und fand in ihnen bestimmte Ordnungsprinzipien.
Als Musiker beeinflusste Dane Rudhyar Ruth Crawford Seeger, Carl Ruggles und Glenn Branca.

## Werke

### Schriften

#### Astrologische Schriften
Die meisten seiner mehr als 40 Bücher und Hunderte von Artikeln betreffen die Astrologie und Spiritualität. Das Buch, das ihm einen guten Ruf in astrologischen Kreisen brachte, war im Jahre 1936 zugleich sein erstes Buch zu diesem Thema: The Astrology of Personality. Darin argumentierte er, dass die Astrologie keine konkreten Ereignisprognosen geben könne, aber Einsichten in die inneren Muster, die innere Natur eines Menschen zum Zeitpunkt seiner Geburt. Rudhyars „Astrologie der Persönlichkeit“ ist eines der einflussreichsten Traktate der modernen Astrologie (Individualastrologie), welche die Verantwortung und den freien Willen des Horoskopeigners betont.
Rudhyars astrologische Schriften beeinflussten stark die New-Age-Bewegung der 1960er und 1970er Jahre, besonders unter den Hippies aus San Francisco, wo er lebte und häufig Vorträge hielt.
Einige der bedeutendsten astrologischen Schriften Rudhyars sind:
- Astrologie der Persönlichkeit
- Astrologischer Tierkreis und Bewusstsein
- Astrologie und Psyche
- Die Planeten der Persönlichkeit
- Esoterische Astrologie
- Astrologische Aspekte

#### Musikalische Schriften
Dane Rudhyar schrieb überwiegend musikalische Schriften, insbesondere folgende:
- Claude Debussy and His Work, 1913
- Dissonant Harmony, 1928
- Rebirth of Hindu Music, 1928
- The New Sense of Sound, 1930
- The Magic of Tone and the Art of Music, 1982

#### Fiction Romane
Dane Rudhyar schrieb auch drei (Science) Fiction-Romane:
- Rania Eine Epische Erzählung, 1930 (Erstveröffentlichung 1973)
- When Cosmic Love Awakens. Eine transpersonale Liebesgeschichte, 1952[9]
- Return from No Return. Ein paraphysischer Roman, 1973

### Kompositionen
Rudhyars eigene Kompositionen tendieren zu dissonanten Harmonien keiner systematischen Vielfalt wie etwa bei Charles Seegers Kompositionen - Rudhyar war denen gegenüber abgeneigt und verfolgte einen rigiden Ansatz. Seine musikalischen Ideen waren beeinflusst von Henri Bergson und der Theosophie, und er betrachtete Komponisten als Medien, wenn er schrieb, «The new composer is no longer a 'composer', but an evoker, a magician.» Des Magiers Material sei das musikalische Instrument, ein lebendes Etwas, ein mysteriöses Wesen mit eigenen Gesetzmäßigkeiten, sehr lebendig.
Unverwechselbar sind Rudhyars Werke für Klavier der Tetragram (1920–1967) und Pentagram (1924–1926)-Serie sowie seine beiden Klavierwerke Syntony (1919–1924, rev. 1967) und Granites (1929).
Weitere Kompositionen Rudhyars sind:
- Metachory, 1917
- Sinfonietta, 1925
- Surge of Fire
- Transmutation a tone ritual, 1976
- Advent
- Crisis and Overcoming für das Kronos-Quartet

### Transzendentale Malkunst
Dane Rudhyar war 1938 und 1939 Mitglied der Transcendental Painting Group in Santa Fe, New Mexico. Die Idee hinter dem transzendentalen Zeichnen und Malen war das Zeichnen und Malen der Vorstellungen der von C.G. Jung beschriebenen, psychologischen Archetypen. Die Transzendentale Malkunst ist verwandt mit der Surrealistischen Malkunst und ein Vorläufer der Kosmischen Kunst der 1950er Jahre, der Psychedelischen Kunst der 1960er Jahre und der Visionären Kunst der 1970er Jahre. Seine Karriere hindurch zeichnete und malte Rudhyar kontinuierlich neue transzendentale Kunstwerke oder verwendete Illustrationen, die er ursprünglich angefertigt hatte, um seine Astrologiebücher zu illustrieren.
Beispiele seiner Gemälde transzendentaler Kunst sind:
- Storm Gods, 1938
- Power at the Crossroads, 1938
- Meditation On Power, 1946
- Surging Depths, 1946
- Dynamic Equilbrium, 1946
- Creative Man, 1947 (von Rudhyar 1980 als Cover-Illustration seines Buches The Astrology of Transformation verwendet)
- Color Harmony, 1947
- Seed Flight, 1947
- The Cradled One, 1949
- Antiphony, 1949
- Devolution, 1952
- Warrior to the Light, 1952

### Filmografie
- 1924: Liebesurlaub einer Königin (Three Weeks)